# Винницкая кондитерская фабрика
Винницкая кондитерская фабрика — частное украинское кондитерское предприятие в городе Винница.

## История и деятельность
В 1929 году Винницкий горисполком постановил создать на месте пивоварни кондитерскую фабрику. Ассортимент планируемой продукции: карамель, драже, пряники, печенье. Первоначально объём производства составлял от 2 до 5 тонн в сутки, а количество работников не превышало 60 человек.
Во время Великой Отечественной войны почти все постройки фабрики были разрушены. Но вскоре её работа была восстановлена и в 1960 году началась капитальная реконструкция предприятия — было построено трехэтажное здание, где разместились карамельный, конфетный, ирисный и полуфабрикатный цеха. В 1968 году построили двухэтажный корпус гофро-картонажного цеха, а также освоен выпуск зефира и щербета. В 1983—1991 годах фабрика входила в пятерку крупнейших кондитерских предприятий Украинской ССР.
В 1995—1996 годах, после распада СССР, прошла приватизация предприятия, в результате чего её владельцем стал Украинский промышленно-инвестиционный концерн и организационно-правовая форма изменилась на ОАО. В 2000-х продолжалось значительное обновление производства, вступил в строй новый четырёхэтажный производственный корпус. В 2012 году был открыт цех № 5 по производству шоколада.
В настоящее время на фабрике работает более 1700 человек, на импортном оборудовании выпускаются около 200 наименований кондитерских изделий, общий объём которых составляет более 100 тыс. тонн в год. Предприятие сертифицировано в соответствии с требованиями международных стандартов качества ISO 9001:2008 и безопасности продуктов питания ISO 22000:2005.